# Spurius Postumius Albinus (consul en -186)
Pour les articles homonymes, voir Postumius Albus.
Spurius Postumius Albinus est un homme politique romain du IIe siècle av. J.-C.

## Biographie
Préteur en 189 av. J.-C., il devient consul de la République romaine en 186 av. J.-C.. Il est surtout connu pour avoir mené l'enquête lors du Scandale des Bacchanales. Enquête qui aurait mis en cause quelque 7 000 personnes. 
Il décède en 180 av. J.-C.